# 大住郡
大住郡（日语：／ Ōsumi gun */?）是日本神奈川縣辖下的一个郡，已於1896年3月26日因併入中郡而廢除郡建置。

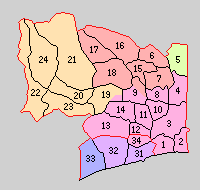
1.平塚町 2.須馬村 3.大野村 4.神田村 5.相川村 6.成瀨村 7.大田村 8.城島村 9.岡崎村 10.豐田村 11.金田村 12.小中村 13.土澤村 14.金目村 15.伊勢原町 16.高部屋村 17.大山町 18.比比多村 19.大根村 20.秦野町 21.東秦野村 22.西秦野村 23.南秦野村 24.北秦野村（紅：平塚市 橙：伊勢原市 黃：秦野市 綠：厚木市 31 - 34是淘綾郡）

## 相關項目
- 日本已不存在的郡列表